# 星果紫草属
星果紫草属（学名：Actinocarya），或稱锚刺果属，是紫草科下的一个属，为柔弱、披散草本植物。该属共有2种，分布于喜马拉雅区。